# كالفن مارلين
كالفن مارلين (بالإنجليزية: Calvin Marlin)‏ (مواليد 20 أبريل 1976) هو لاعب كرة قدم. يلعب مع منتخب جنوب أفريقيا لكرة القدم. سبق له أن لعب في كأس العالم لكرة القدم مع منتخب بلاده.

## روابط خارجية
- كالفن مارلين على موقع الاتحاد الدولي (مؤرشف)  (الإنجليزية)
- كالفن مارلين على موقع قاعدة بيانات كرة القدم.إي يو (الإنجليزية)
- كالفن مارلين على موقع ناشيونال فوتبول تيمز (الإنجليزية)
- كالفن مارلين على موقع Soccerway.com (الإنجليزية)
- كالفن مارلين على موقع كووورة